# Copa del Rei de futbol 1922
La Copa del Rei de futbol 1922 va ser la 20ena edició de la Copa d'Espanya.

## Detalls
La competició es disputà entre el 12 de març i el 4 de maig de 1922.
Equips participants:
- Biscaia: Arenas Club de Getxo
- Guipúscoa: Real Unión
- Regió Centre: Reial Madrid
- Regió Sud: Sevilla FC
- Galícia: Fortuna Vigo
- Astúries: Sporting de Gijón
- Catalunya: FC Barcelona
- Llevant: España FC de València

## Fase final
|  | Quarts de final       | Quarts de final | Quarts de final |   |                   | Semifinals    | Semifinals    | Semifinals    |  |                 | Final      | Final      |  |
|  | 12 i 19 de març       | 12 i 19 de març | 12 i 19 de març |   |                   | 2 i 4 d'abril | 2 i 4 d'abril | 2 i 4 d'abril |  |                 | 14 de maig | 14 de maig |  |
|  |                       |                 |                 |   |                   |               |               |               |  |                 |            |            |  |
|  | Arenas de Getxo       | 4               | 2               |   |                   |               |               |               |  |                 |            |            |  |
|  | Reial Madrid          | 0               | 5               |   |                   |               |               |               |  |                 |            |            |  |
|  | Reial Madrid          | 0               | 5               |   | Reial Madrid      | 2             | 1             |               |  |                 |            |            |  |
|  |                       |                 |                 |   | Reial Madrid      | 2             | 1             |               |  |                 |            |            |  |
|  |                       | Real Unión Club | 1               | 4 |                   |               |               |               |  |                 |            |            |  |
|  | Real Unión Club       | Real Unión Club | 1               | 4 | 4                 | 5             |               |               |  |                 |            |            |  |
|  | Real Unión Club       |                 |                 |   | 4                 | 5             |               |               |  |                 |            |            |  |
|  | Fortuna de Vigo       | 0               | 0               |   |                   |               |               |               |  |                 |            |            |  |
|  |                       |                 |                 |   |                   |               |               |               |  | Real Unión Club | 1          |            |  |
|  |                       | FC Barcelona    | 5               |   |                   |               |               |               |  |                 |            |            |  |
|  | Sporting de Gijón     | 6               | 7               |   |                   |               |               |               |  |                 |            |            |  |
|  | España FC de València | 0               | 0               |   |                   |               |               |               |  |                 |            |            |  |
|  | España FC de València | 0               | 0               |   | Sporting de Gijón | 1             | 2             |               |  |                 |            |            |  |
|  |                       |                 |                 |   | Sporting de Gijón | 1             | 2             |               |  |                 |            |            |  |
|  |                       | FC Barcelona    | 1               | 7 |                   |               |               |               |  |                 |            |            |  |
|  | Sevilla FC            | FC Barcelona    | 1               | 7 | 0                 | 1             |               |               |  |                 |            |            |  |
|  | Sevilla FC            |                 |                 |   | 0                 | 1             |               |               |  |                 |            |            |  |
|  | FC Barcelona          | 1               | 7               |   |                   |               |               |               |  |                 |            |            |  |

## Quarts de final

### Anada
| Arenas Club de Getxo | 4-0 | Reial Madrid |
| -------------------- | --- | ------------ |
|                      |     |              |

 Estadi de Jolaseta, Getxo
| Real Unión | 4-0 | Fortuna Vigo |
| ---------- | --- | ------------ |
|            |     |              |

 Estadi d'Amute, Irun
| Sevilla FC | 0-1 | FC Barcelona |
| ---------- | --- | ------------ |
|            |     |              |

 Estadi Reina Victoria, Sevilla
| Sporting de Gijón | 6-0 | España de Valencia |
| ----------------- | --- | ------------------ |
|                   |     |                    |

 El Molinón, Gijón

### Tornada
| Reial Madrid | 5-2 | Arenas Club de Getxo |
| ------------ | --- | -------------------- |
|              |     |                      |

 Estadi d'O'Donnell, Madrid
| Fortuna Vigo | 0-5 | Real Unión |
| ------------ | --- | ---------- |
|              |     |            |

 Campo de Coia, Vigo
| FC Barcelona | 7-1 | Sevilla FC |
| ------------ | --- | ---------- |
|              |     |            |

 Camp del carrer Indústria, Barcelona
| España FC de Valencia | 0-7 | Sporting de Gijón |
| --------------------- | --- | ----------------- |
|                       |     |                   |

 València

### Desempats
| Reial Madrid | 1-1 (pr.) | Arenas Club de Getxo |
| ------------ | --------- | -------------------- |
|              |           |                      |

 Estadi d'O'Donnell, Madrid
| Reial Madrid | 1-1 | Arenas Club de Getxo |
| ------------ | --- | -------------------- |
|              |     |                      |

 Estadi de Martínez Campos, Madrid
| Reial Madrid | 3-0 | Arenas Club de Getxo |
| ------------ | --- | -------------------- |
|              |     |                      |

 Estadi de Martínez Campos, Madrid

## Semifinals

### Anada
| Reial Madrid | 2-1 | Real Unión |
| ------------ | --- | ---------- |
|              |     |            |

 Estadi d'O'Donnell, Madrid
| Sporting de Gijón | 1-1 | FC Barcelona |
| ----------------- | --- | ------------ |
|                   |     |              |

 Estadi d'O'Donnell, Gijón

### Tornada
| Real Unión | 4-1 | Reial Madrid |
| ---------- | --- | ------------ |
|            |     |              |

 Estadi d'Amute, Irun
| FC Barcelona | 7-2 | Sporting de Gijón |
| ------------ | --- | ----------------- |
|              |     |                   |

 Camp del carrer Indústria, Barcelona

### Desempat
| Real Unión | 4-0 | Reial Madrid |
| ---------- | --- | ------------ |
|            |     |              |

 Estadi d'Atotxa, Sant Sebastià

## Final
| FC Barcelona                                                  | 5 - 1 | Real Unión   |
| ------------------------------------------------------------- | ----- | ------------ |
| Torralba 22' · Samitier 1P' · Alcántara 1P', 90' · Gràcia 85' |       | 30' Patricio |

## Campió
| Campions de la Copa d'Espanya 1922 |
| ---------------------------------- |
| · Futbol Club Barcelona · 5è títol |